# Azuma (1899)
Azuma (jap. 吾妻 Azuma; spotykana także polska transkrypcja Adzuma) – krążownik pancerny japońskiej marynarki wojennej z początku XX wieku, zbudowany we Francji. Używany aktywnie podczas wojny japońsko-rosyjskiej (1904–1905), służył także podczas I wojny światowej i do celów pomocniczych podczas II wojny światowej.

## Historia
Krążownik „Azuma” został zamówiony przez Japonię we francuskiej stoczni Ateliers et Chantiers de la Loire w Saint-Nazaire, w ramach wielkiego drugiego programu rozbudowy floty z lat 1895/1896, zakładającego budowę m.in. 6 krążowników pancernych. Większość z nich – 4, zbudowana została w Wielkiej Brytanii, po jednym okręcie zamówiono we Francji i Niemczech („Yakumo”) w celu porównania metod budowy stosowanych przez wiodące państwa w dziedzinie konstrukcji okrętów. Japończycy jednak narzucili dla konstruktorów niemieckich i francuskich szczegółowe wymagania, oparte na brytyjskim projekcie krążowników pancernych typu Asama, co poskutkowało powstaniem bardzo podobnych do siebie pod względem charakterystyk okrętów, odmiennych od projektowanych dla marynarki niemieckiej i francuskiej.
Stępkę pod budowę „Azumy” położono w marcu 1898 roku, wodowano go 24 czerwca 1899 roku, a wszedł do służby japońskiej 28 lipca 1900 roku. Został oficjalnie zaklasyfikowany jako krążownik I klasy.

## Opis okrętu
Konstrukcja okrętu była zbliżona do budowanych w Wielkiej Brytanii dla Japonii typów Asama i Izumo i budowanego w Niemczech „Yakumo”. Wszystkie one miały mało typowy dla krążowników pancernych gładkopokładowy kadłub ze stosunkowo niewysokimi burtami na dziobie i rufie oraz centralnym kompleksem niskich nadbudówek. Dziób miał formę taranową, z lekko wysuniętą do przodu częścią podwodną. Artyleria główna była umieszczona w dwóch dwudziałowych wieżach na pokładzie dziobowym i rufowym, o kształcie owalnym w rzucie z góry i pionowych ścianach. Architekturę uzupełniały mało rozbudowane nadbudówki, z masztami na obu końcach centralnego kompleksu nadbudówek (dziobowa nadbudówka obejmowała pancerną wieżę dowodzenia i nad nią przeszkloną sterówkę z odkrytym mostkiem na dachu, rufowa – zapasowe stanowisko dowodzenia).
Architektura i sylwetka „Azumy” była podobna zwłaszcza do „Yakumo” – oba okręty miały długi centralny kompleks nadbudówek i w konsekwencji szeroko rozstawione maszty oraz wieże artyleryjskie umieszczone  blisko dziobu i rufy. „Azumę” wyróżniał od pozostałych, a także od innych okrętów tej klasy na świecie, przede wszystkim nietypowy układ kominów – miał on trzy kominy na śródokręciu, z których trzeci był umieszczony w większej odległości za dwoma pierwszymi („Yakumo” miał trzy kominy w równych odstępach, podobnie typ Izumo). Miał też najbardziej rozbudowaną nadbudówkę rufową spośród krążowników programu 1895/1896. Oba typy angielskiej budowy różniły się też od „Azumy” i „Yakumo” rozmieszczeniem kazamat artylerii średniej. Kadłub „Azumy” był nieco dłuższy i węższy niż w typie Izumo i „Yakumo” (stosunek długości do szerokości 7,3:1 wobec odpowiednio 5,8:1 i 6,3:1). Podobnie, jak w typach Izumo i „Yakumo” siłownia okrętowa składała się z 24 kotłów parowych Belleville. Kadłub na części długości miał podwójne dno. W przeciwieństwie do pozostałych okrętów, „Azuma” miała starszy ster niezbalansowany.

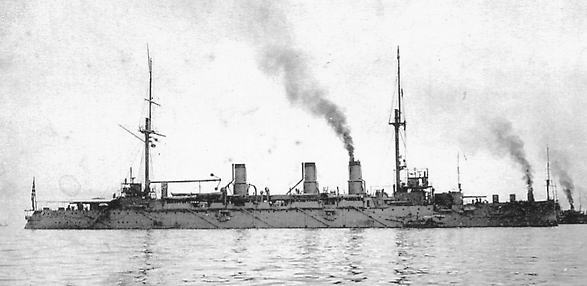
„Azuma” w 1905 r.

### Opancerzenie
Opancerzenie okrętu powtarzało zasadniczo schemat typu Asama, z pewnymi zmianami. Główny pas pancerny na linii wodnej rozciągał się na całej długości okrętu i miał wysokość 2,14 m, z czego większa część znajdowała się pod powierzchnią wody. Pas miał największą grubość 178 mm na długości 64 m na śródokręciu – w rejonie siłowni (nieco krócej niż na pozostałych krążownikach pancernych programu 1895/1896). Na dziobie i rufie pas miał mniejszą grubość 89 mm. Nad grubszą częścią głównego pasa był górny pas grubości 127 mm (wymiary 64 × 2,14 m), tworzący z grodziami na jego końcach pancerną cytadelę (pancerz grodzi – 152 mm). Płyty grubości 127 mm i większej wykonano ze stali cementowanej Kruppa, cieńsze ze stali niklowej.
Ochronę horyzontalną stanowił wewnętrzny pokład pancerny z miękkiej stali niklowej, o profilu trapezowym w przekroju poprzecznym. Skosy pokładu wzmacniały ochronę burt, dochodząc do dolnej krawędzi głównego pasa pancernego. Grubość pokładu wynosiła 51 mm i 63 mm na skosach. Stała wyrzutnia torpedowa na dziobie była opancerzona po bokach płytami 152 mm (nad głównym pasem pancernym). Pancerz wież artylerii głównej i ich barbet wewnątrz kadłuba wynosił 152 mm, a od góry 25 mm. Kazamaty dla ośmiu dział kalibru 152 mm opancerzone były z zewnątrz płytami 152 mm (z boków i tyłu – 51 mm), pozostałe 4 działa miały pancerne maski ochronne grubości 76 mm od przodu i cieńszej z boków. Wieża dowodzenia miała pancerz aż 356 mm, od góry 51 mm. Zapasowe stanowisko dowodzenia na rufie miało ściany grubości 76 mm.

### Uzbrojenie
Uzbrojenie było standardowe dla japońskich krążowników pancernych programu 1895/1896. Uzbrojenie główne stanowiły 4 działa kalibru 203 mm o długości lufy 45 kalibrów, systemu Armstronga, umieszczone w dwóch wieżach. Kąt ostrzału każdej z wież wynosił ok. 250°. Amunicja była rozdzielnego ładowania, składała się z pocisków przeciwpancernych i burzących. Wprowadzone przed wojną rosyjsko-japońską nowe pociski przeciwpancerne okazały się jednak mało skuteczne przeciw celom pancernym, gdyż wybuchały w momencie uderzenia w pancerz, zamiast przebijać go. Zapas amunicji wynosił 80 pocisków na działo i był mniejszy niż na okrętach angielskiej budowy (120 pocisków), z uwagi na umieszczenie całego zapasu amunicji w magazynach pod pokładem pancernym, które z kolei były mniejsze na skutek rozsunięcia wraz z wieżami ku węższym krańcom kadłuba (podobnie na „Yakumo”).
Artylerię średnią stanowiło 12 dział kalibru 152 mm o długości lufy 40 kalibrów, systemu Armstronga, z tego 8 umieszczonych było w kazamatach, a cztery na stanowiskach chronionych maskami pancernymi na pokładzie górnym. Na każdą z burt mogło strzelać 6 dział (salwa burtowa), z tego dwa umieszczone w kazamatach burtowych pod pokładem górnym, 2 w kazamatach na pokładzie po bokach nadbudówki dziobowej i rufowej, a pozostałe dwa ustawione na pokładzie na śródokręciu (podobnie jak na „Yakumo”). W stosunku do krążowników angielskiej budowy liczba dział była mniejsza o dwa, lecz częściowo było to kompensowane wyższą szybkostrzelnością dział ustawionych na pokładzie, gdyż każde z nich miało własną windę dostarczającą amunicję z komór wewnątrz kadłuba (jej szyb był chroniony pancerzem 100 mm), a nie jedną windę na parę dział. Ponadto dodatkowe działa na okrętach angielskiej budowy umieszczone były nisko w kazamatach pod pokładem górnym, przez co efektywność ich użycia spadała podczas złej pogody. Działa 152 mm miały kąt ostrzału ok. 120°, lecz tylko po 2 działa umieszczone w kazamatach w nadbudówkach mogły prowadzić ogień na wprost w kierunku dziobu i rufy. Zapas amunicji wynosił 140 nabojów na działo, w większości burzących, w mniejszej liczbie przeciwpancernych.
Działa miały szybkostrzelność teoretyczną 6 strz./min.
Uzbrojenie uzupełniało 12 pojedynczych dział kalibru 76 mm i 8 dział 47 mm, do obrony przeciw torpedowcom. Cztery działa 76 mm były umieszczone na dachu górnych kazamat dział 152 mm, dalsze cztery w nieopancerzonych kazamatach pod pokładem górnym na dziobie i rufie i pozostałe cztery na burtach na śródokręciu, na przemian z działami 152 mm. Z dział 47 mm, po dwa były umieszczone na platformach na masztach, pozostałe na nadbudówkach; mogły być one umieszczone też na kutrach parowych. Na początku 1905 roku wszystkie działa 47 mm zamieniono na cztery kolejne armaty 76 mm.
Uzbrojenie torpedowe stanowiły 4 podwodne burtowe wyrzutnie torped kal. 457 mm, umieszczone po dwie na każdą burtę, w okolicy wież działowych oraz jedna stała nadwodna wyrzutnia dziobowa.

### Ocena
Podobnie jak pozostałe krążowniki pancerne programu 1895/1896, „Azuma”, w przeciwieństwie do większości wczesnych krążowników pancernych, dzięki silnemu opancerzeniu, był w większym stopniu optymalizowany do prowadzenia walki artyleryjskiej w składzie eskadry okrętów, a nie do typowych zadań „krążowniczych”, jak działania rajderskie na liniach żeglugowych. Wiązało się to z tym, że na skutek dość niskich burt na dziobie i ciężkiej wieży artylerii, dzielność morska wszystkich krążowników tego programu nie była najlepsza, jak na okręty przewidywane do zastosowania na oceanach. Podczas złej pogody ich pokład dziobowy i wieża dziobowa były zalewane przez fale, podobnie jak niżej umieszczone kazamaty artylerii średniej, co utrudniało jej użycie. „Azuma” i „Yakumo” miały przy tym dzielność morską słabszą od okrętów angielskiej budowy, z powodu umieszczonej bliżej dziobu wieży artyleryjskiej. „Azuma” ponadto mimo najdłuższego kadłuba i nieco mniejszej wyporności, rozwijał najniższą prędkość – w praktyce ok. 16 węzłów (1–2 węzły mniej od pozostałych), miał też nieco słabszą manewrowość. Uważany był za najmniej udany z japońskich krążowników pancernych. Mimo to, był to dobry i silny okręt, posiadający zdecydowaną przewagę nad rosyjskimi krążownikami pancernymi i pancernopokładowymi.

## Historia służby

### Początek wojny rosyjsko-japońskiej (1904 r.)
„Azuma” wziął przede wszystkim aktywny udział w wojnie japońsko-rosyjskiej w latach 1904-1905. Wraz z pozostałymi 5 krążownikami pancernymi programu 1895/1896 tworzył 2. Zespół (Dywizjon) krążowników wiceadmirała Hikonojō Kamimury 2. Floty (Eskadry), wchodzącej w skład Floty Połączonej. Dowódcą „Azumy” od października 1903 roku był komandor Koichi Fujii.

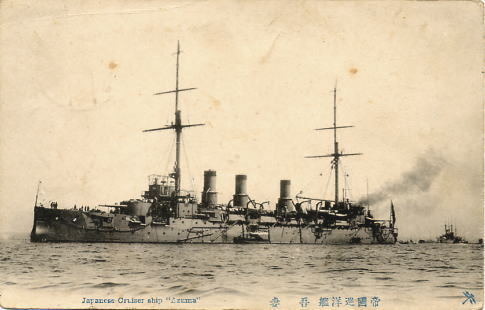
„Azuma” w 1905 r., bez platform działek na masztach

Bezpośrednio po wybuchu wojny japońsko-rosyjskiej, „Azuma” wziął udział w nierozstrzygniętej bitwie japońskiej Floty Połączonej z rosyjską Eskadrą Pacyfiku pod Port Artur 9 lutego 1904 roku. Odniósł przy tym powierzchowne uszkodzenia od rosyjskiego ognia – pocisk m.in. przebił banderę. Krążownik działał następnie pod Port Arturem i 24 lutego osłaniał nocny atak branderów, a 25 lutego uczestniczył w potyczce z rosyjskimi krążownikami i bateriami nadbrzeżnymi.
W marcu, w związku ze wzmożeniem akcji zespołu rosyjskich krążowników z Władywostoku, zespół wiceadmirała Kamimury wraz z „Azumą” został przeniesiony na Morze Japońskie i 6 marca dokonał mało efektywnego bombardowania Władywostoku. 16 marca zespół powrócił do sił głównych u zachodnich brzegów Korei i nadal działał pod Port Artur, po czym w drugiej połowie kwietnia został znowu wysłany na Morze Japońskie i przez najbliższe miesiące bezskutecznie poszukiwał tam rosyjskich krążowników. 1 lipca zespół japoński: „Izumo”, „Azuma”, „Iwate” i „Tokiwa” natknął się na poszukiwane rosyjskie krążowniki pancerne „Rossija”, „Gromoboj” i „Ruryk”, jednakże mimo podjętego pościgu, słabszy zespół rosyjski zdołał uciec po zapadnięciu ciemności.

### Bitwa pod Ulsan
14 sierpnia 1904 roku zespół Kamimury wraz z „Azumą” zdołał przechwycić poszukiwany zespół rosyjski, w efekcie doszło do bitwy pod Ulsan w Cieśninie Koreańskiej, zakończonej zatopieniem krążownika „Ruryk” i poważnym uszkodzeniem „Rossiji” i „Gromoboja”. „Azuma” odniósł przy tym lekkie uszkodzenia, trafiony przez ponad 10 pocisków, przy czym 8 członków załogi zostało rannych.
Przez kolejne miesiące japońskie krążowniki nadal patrolowały w rejonie Cieśniny Koreańskiej, a także eskortowały statki. Od 23 grudnia 1904 roku do 10 lutego 1905 roku „Azuma” prowadził bezskutecznie patrole w poszukiwaniu statków z kontrabandą w rejonie północnych cieśnin Morza Japońskiego, jako okręt flagowy tamtejszych sił patrolowych.
Na początku 1905 roku okręt poddano niewielkim modyfikacjom, usunięto platformy dla lekkich działek z masztów i działka 47 mm zamieniono na 4 armaty 76 mm.

### Bitwa pod Cuszimą i zakończenie wojny
27 maja 1905 roku „Azuma” w składzie 2. Dywizjonu bojowego, wchodzącego w skład głównych sił japońskich, wziął udział w bitwie pod Cuszimą, ostrzeliwując rosyjskie pancerniki i krążowniki i uzyskując na nich nieznaną liczbę trafień. Przed bitwą odegrał istotną rolę, transmitując sygnały radiowe z okrętów rozpoznawczych, które wykryły rosyjską flotę, na flagowy pancernik „Mikasa„. Podczas bitwy „Azuma” odniósł umiarkowane uszkodzenia, trafiony 15 pociskami (według ocen japońskich, sześcioma 305 mm, jednym 203 mm lub 254 mm, czterema 152 mm i czterema 75 mm lub mniejszymi). Uszkodzeniu uległo m.in. jedno rufowe działo 203 mm i jedno 152 mm w prawoburtowej rufowej kazamacie, ponadto jedno działo 76 mm uległo samorozerwaniu. Zginęło 10 marynarzy, raniono 30 członków załogi, w tym starszego oficera na mostku rufowym.
14 czerwca „Azumę” wraz z „Yakumo”, „Nisshin” i „Kasugą” przydzielono do nowo sformowanego 5. Dywizjonu 3. Floty wiceadmirała Shichiro Kataoki. Przez kolejne miesiące aż do końca wojny krążowniki 5. Dywizjonu głównie patrolowały. 7 sierpnia „Azuma” przewiózł desant żołnierzy na południowy Sachalin, wysadzony za pomocą łodzi, a 10 sierpnia jego kutry parowe wspierały walki ogniem działek 47 mm i karabinów maszynowych. 16 sierpnia „Azuma” ponownie wysadził desant na Sachalinie.

### Dalsza służba
„Azuma” służył w dalszym ciągu we flocie japońskiej. 20 kwietnia 1912 roku został przydzielony do eskadry szkolnej Akademii Morskiej w Yokosuce i od 5 grudnia 1912 do 21 kwietnia 1913 roku odbył pierwszy rejs szkolny z 40. rocznikiem Akademii, wraz z krążownikiem „Soya” (zdobyczny rosyjski „Wariag”) do Australii i Azji południowo-wschodniej. Kolejny rejs z 41. rocznikiem Akademii odbył między 20 kwietnia a 11 sierpnia 1914 roku na Hawaje i do Ameryki Północnej, wraz z krążownikiem „Asama”. Podczas I wojny światowej „Azuma” służył w dalszym ciągu głównie jako okręt szkolny, nie biorąc udziału w działaniach bojowych i odbywając między 20 kwietnia a 22 sierpnia 1916 roku rejs do Australii z 43. rocznikiem Akademii (z krążownikiem „Iwate”). Od 1 grudnia 1916 roku do 28 marca 1917 roku i ponownie od 4 sierpnia tego roku do 24 stycznia 1918 roku pełnił rolę okrętu flagowego 2. Flotylli (Eskadry) Niszczycieli 2. Floty. Po wojnie, od 1 marca do 26 lipca 1919 roku, ponownie przydzielony do eskadry szkolnej, odbył rejs z „Tokiwą” i 46. rocznikiem do Australii, a od 24 listopada 1919 do 20 maja 1920 roku, ponownie z „Tokiwą” i kolejnym rocznikiem Akademii, przez Ocean Indyjski i Kanał Sueski na Morze Śródziemne. Łącznie w latach 1912–1920 odbył 5 zagranicznych rejsów szkolnych.
1 września 1921 roku „Azuma”, podobnie jak inne krążowniki pancerne, został przeklasyfikowany na okręt obrony wybrzeża I klasy, jednak z powodu kiepskiego stanu mechanizmów praktycznie nie wychodził już w morze i 8 września tego roku został przeznaczony na okręt szkoleniowy dla Korpusu Morskiego w Maizuru. W latach 20. zredukowano liczbę dział artylerii średniej i lekkiej okrętu i uzbrojenie stanowiły 4 działa 203 mm, 8 × 152 mm, 4 × 76 mm i jedna armata plot. 76 mm oraz 4 wyrzutnie torpedowe.
1 października 1927 roku okręt przekwalifikowano na stacjonarny hulk szkolny akademii inżynieryjnej marynarki w Maizuru. W 1941 roku został rozbrojony. 15 lutego 1944 roku został skreślony z listy floty. 18 lipca 1945 roku został zatopiony przez amerykańskie lotnictwo zespołu TF-38 na płytkiej wodzie w Yokosuka, a po wojnie został złomowany.
Nazwę „Azuma” nosił także okręt szkolny i wsparcia logistycznego z 1969 roku.

## Dane techniczne
Źródło
- wyporność:
  - normalna 9436 ton[3]
  - pełna 10 110 ton
- wymiary:
  - długość całkowita: 137,8 m
  - długość między pionami: 131,5 m
  - szerokość: 18,1 m
  - zanurzenie: 7,21 m
- napęd: 2 pionowe maszyny parowe potrójnego rozprężania, 24 kotły parowe wodnorurkowe Belleville, moc: 16 600 KM, 2 śruby
- prędkość maksymalna: 20 w. (w realnych warunkach ok. 16 w.)
- zapas paliwa: normalny 603 t – max. 1275 t węgla
- zasięg: 3900 Mm przy prędkości 10,5 w.
- załoga: 578 (stan pokojowy, w tym 28 oficerów) – ok. 700 (stan wojenny)

Uzbrojenie (1900–1904):
- 4 działa 203 mm Armstrong, w wieżach na dziobie i rufie (2 x II)
  - długość lufy: L/45 (45 kalibrów), kąt podniesienia: od -5° do +15°, masa pocisku 113,47 kg, donośność: 12 000 m, zapas amunicji: po 80 na działo[9]
- 12 dział 152 mm Armstrong (8 w kazamatach i 4 w stanowiskach na burtach, 12 x I)
  - długość lufy: L/40, kąt podniesienia: od -7° do +15°, masa pocisku: 45,4 kg, donośność: 9000 m, zapas amunicji: po 140 na działo
- 12 dział 76 mm (12pdr, L/40) (12 x I)
- 8 dział 47 mm Hotchkiss wz. 1890 (8 x I)
- 5 stałych wyrzutni torpedowych 457 mm (4 podwodne na burtach, 1 nadwodna dziobowa, 5 x I)

Wyposażenie:
- 2 dalmierze 1,37 m (4,5-stopowe) Barr & Stroud(inne języki) FA2
- 4 reflektory 75 cm
- radiostacja Marconi
- 56-stopowy kuter parowy z wyrzutnią torped
- 30-stopowy kuter parowy

Opancerzenie (od 127 mm wzwyż – stal Kruppa):
- burty:
  - główny pas burtowy na śródokręciu: 178 mm (długość x wysokość – 64 × 2,14 m)
  - główny pas burtowy na dziobie i rufie: 89 mm
  - górny pas burtowy: 127 mm (64 × 2,14 m)
- grodzie poprzeczne cytadeli: 152 mm[6]
- wewnętrzny pokład pancerny ze skosami bocznymi: 51–63 mm[7]
- uzbrojenie:
  - wieże i barbety: 152 mm (25 mm od góry)
  - kazamaty dział artylerii średniej: 152 mm (51 mm z tyłu i boków)
  - maski dział artylerii średniej: 76 mm z przodu[8]
  - szyby podawania amunicji: 100 mm
  - dziobowa wyrzutnia torped: 152 mm
- stanowisko dowodzenia(inne języki): 356 mm (51 mm od góry)
- zapasowe stanowisko dowodzenia: 76 mm
- masa: 2459 t (26,5% wyporności)